# 丹妮埃拉·莫内特
丹妮埃拉·莫内特（1989年3月1日—），是美國女演員和歌手，因她客串過電視節目《勝利之歌》飾演女主角姐姐Trina Vega而眾人熟知。

## 職業生涯
2003年，丹妮艾拉在影集 American Dreams 飾演常設角色。丹妮艾拉在電視影集 8 Simple Rules 飾演 Missy Keinfield 、Rory 第二季的戀愛對象。丹妮艾拉之後在 CBS 的喜劇「Listen Up!」中飾演 Megan Kleinman，並與 Jason Alexander 合作。她客串過影集 Zoey 101 三集。丹妮艾拉出現於2006年電影 Simon Says 以及2007年的電影魔女南茜：星河謀殺案(Nancy Drew) 以及 Taking 5。
2010年到2013年，丹妮艾拉參與尼克國際兒童頻道影集勝利之歌(Victorious) 飾演 Trina Vega，Tori Vega 的姊姊，以及劇情裡虛構的高中好萊塢藝術高中(Hollywood Arts)的學生之一，但是並沒有才華，並且被認為「古怪」、「令人厭煩」以及「有點可愛」。
她之後取代詹妮特·麥柯迪(Jennette McCurdy) 飾演電影 Fred 2: Night of the Living Fred 以及 Fred 3: Camp Fred and Fred: The Showthe 中的 Bertha 一角。
之後丹妮艾拉參與由尼克國際兒童頻道的卡通系列「趣怪守護仙」 (The Fairly OddParents)改編的2011年真人電影「怪怪家族劇場版」(A Fairly Odd Movie: Grow Up, Timmy Turner!)。以及2012年的續集 「A Fairly Odd Christmas」。
丹妮艾拉主持過尼克國際兒童頻道的節目 AwesomenessTV ，於2013年7月1日上映。節目使用 YouTube 上的影片為素材，加上一些新的東西。包括腳色短劇、諷刺名人以及惡搞音樂錄影帶。

## 私人生活
莫內特出生於美國加利福尼亞州洛杉磯，父親的祖籍來自智利，並擁有克羅埃西亞以及西班牙裔智利血統，母親擁有義大利血統，五歲時就開始出演電視廣告。1994年，丹妮艾拉客串過影集 Pacific Blue 一集。丹妮艾拉曾經接受雜誌Seventeen專訪表示：「我一直都知道我想要演戲」。莫內特是素食者，並且支持保護動物。她替保護動物組織(PETA)的活動代言，鼓勵學生拒絕在學校解剖動物。丹妮艾拉也同意亞莉安娜·格蘭德提出的拒絕海洋公園等遊樂園，特別是亞莉安娜看過關於「黑鯨紀錄片」(Blackfish)。身為保護動物組織的一員，丹妮艾拉曾經替保護動物組織代言廣告，在廣告中她化身為人魚，並告訴人們有關消費魚類的消息。

## 影視作品

### 電影
| 年分 | 中文譯名             | 英文譯名   |
| ---- | -------------------- | ---------- |
| 2006 | 屠夫                 | Simon Says |
| 2007 | 魔女南茜：星河謀殺案 | Nancy Drew |

### 電視節目
| 年分      | 中文譯名 | 英文譯名   |
| --------- | -------- | ---------- |
| 2010-2013 | 勝利之歌 | Victorious |

## 外部連結
- 丹妮埃拉·莫内特在互联网电影资料库（IMDb）上的資料（英文）
- 丹妮埃拉·莫内特的X（前Twitter）